# Сонаты и партиты для скрипки соло (Бах)

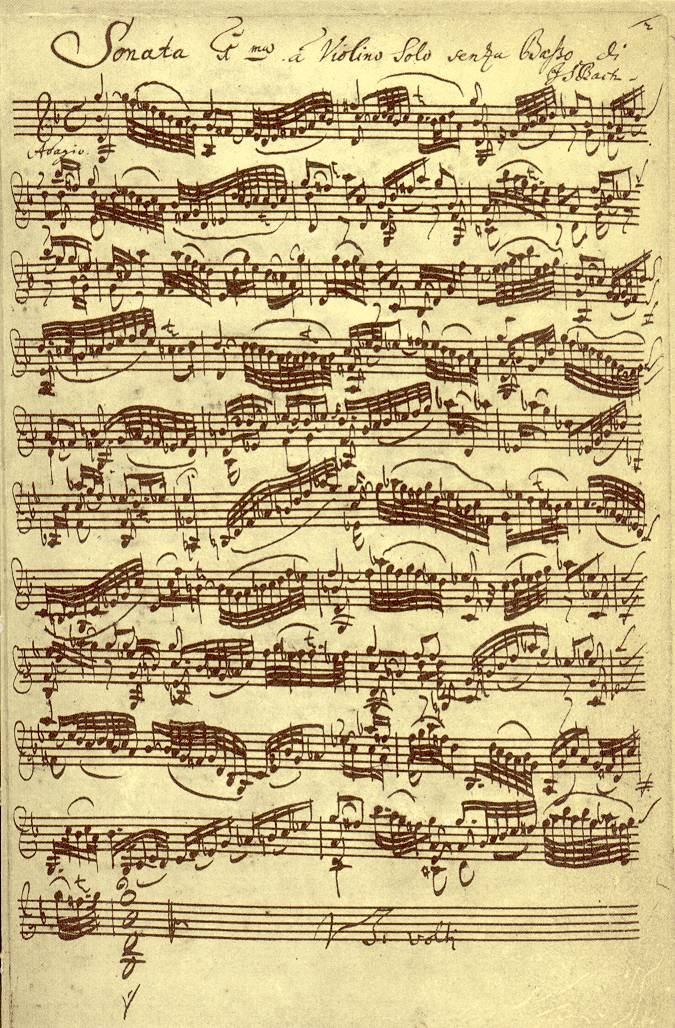
Адажио из сонаты № 1 для скрипки соло. Автограф И. С. Баха (1720)

Сонаты и партиты для скрипки соло, BWV 1001—1006:123 — шесть сочинений И. С. Баха (три сонаты и три партиты), созданные им в кётенский период творчества. В автографе им предпослано название «Sei Solo à Violino senza Basso accompagnato»:126 («Шесть скрипичных соло без аккомпанирующего баса»). Впервые изданы в 1802 году в Бонне Н. Зимроком:386.

## Структура
Цикл сонат и партит организован так, что вначале по порядку располагается соната, а за ней — партита; затем вновь следует соната:387.
Партита № 2 ре минор завершается чаконой, считающейся классической пьесой для скрипки соло:387.

## Исполнители
Сонаты и партиты для скрипки соло исполнялись и записывались многими выдающимися скрипачами, среди которых И. Менухин, И. Перлман, Гидон Кремер.